# Stroppari
Stroppari è una frazione del comune italiano di Tezze sul Brenta, situato in provincia di Vicenza. Questa località dista circa 3,67 chilometri dal capoluogo comunale.

## Geografia
Situata nella pianura veneta, Stroppari è caratterizzata da un paesaggio agricolo tipico, con campi coltivati e corsi d'acqua che attraversano il territorio. La frazione è ben collegata alle località circostanti tramite una rete di strade provinciali e comunali.

## Storia
Le origini di Stroppari risalgono a tempi antichi, in linea con la storia della pianura veneta, che vide insediamenti di epoca romana.

## Economia
L'economia di Stroppari è storicamente legata all'agricoltura, con coltivazioni di cereali, mais e vigneti che dominano il paesaggio rurale. Negli ultimi anni, si è registrata una crescita di piccole imprese artigianali e commerciali, diversificando il tessuto economico locale.

## Monumenti e luoghi di interesse
- La chiesa parrocchiale di Stroppari, ufficialmente dedicata alla Presentazione di Maria al Tempio e comunemente conosciuta come Madonna della Salute, è un importante luogo di culto e punto di riferimento per la comunità locale. Nel progetto di ricostruzione della chiesa di Stroppari, distrutta in precedenza, l'architetto Ballan di Milano concepì l'idea di collocare il nuovo organo sul lato sinistro dell'altare, come parte di un rifacimento del presbiterio per migliorare l'assetto liturgico ed estetico. La Commissione Diocesana di Arte Sacra di Vicenza approvò questa scelta. La realizzazione dell'organo fu voluta da Don Gianni Damini, parroco di Stroppari, che si rivolse al maestro Ciricino Micheletto, suo amico personale. Senza indugi, Micheletto contattò l'organaro Barthelemy Formentelli, con il quale collaborò per progettare e costruire uno strumento che rispettasse le tradizioni dell'arte organaria parigina, escludendo ogni tipo di compromesso tecnico. L'organo, costruito con grande maestria, è oggi al centro delle celebrazioni liturgiche locali e delle iniziative musicali.[3]
- Monumento in Piazza Stroppari: La piazza principale ospita un monumento ai caduti, simbolo della memoria storica e del rispetto per le generazioni passate.
- Parco dell'Amicizia: Situato nelle vicinanze, il parco offre un'area verde per attività ricreative e momenti di relax, con strutture che includono un laghetto e spazi per eventi comunitari.

## Infrastrutture e servizi
La frazione dispone di servizi essenziali per i residenti, tra cui scuole primarie, strutture sportive e centri di aggregazione sociale.

## Demografia
Secondo i dati demografici, Stroppari contribuisce alla popolazione complessiva di Tezze sul Brenta, che conta circa 13.012 abitanti. La frazione ha visto una crescita moderata negli ultimi decenni, con un incremento di nuove famiglie e una diversificazione della composizione sociale.